# Lasianthus varians
Lasianthus varians là một loài thực vật có hoa trong họ Thiến thảo. Loài này được (Thwaites) Thwaites mô tả khoa học đầu tiên năm 1864.